# 九龍巴士M2線
九龍巴士M2線是香港九龍的一條已取消巴士路線。

## 歷史
- 1998年7月6日，為配合機場快綫通車，本線投入服務，來往九龍站及又一村。
- 1998年11月1日，本線終止服務。

## 行車路線
九龍站開經：柯士甸道西、匯翔道、廣東道、佐敦道、彌敦道、窩打老道、太子道西、基堤道、界限街、大坑東道及達之路。
又一村開經：達之路、大坑東道、界限街、太子道西、洗衣街、亞皆老街、窩打老道、彌敦道、佐敦道及雅翔道。